# Gnosall
Gnosall is een civil parish in het bestuurlijke gebied Stafford, in het Engelse graafschap Staffordshire. In 2001 telde het dorp 4877 inwoners.